# ATP Challenger Kaohsiung
Das ATP Challenger Kaohsiung (offizieller Name: Kaohsiung OEC Open) war ein Tennisturnier in Kaohsiung, das zwischen 2012 und 2019 jährlich ausgetragen wurde. Schon 2007 gab es eine Ausgabe in Kaohsiung Es war Teil der ATP Challenger Tour und wurde in der Halle auf Hartplatz ausgetragen. Hsieh Cheng-peng und Yang Tsung-hua sind mit je drei Titeln im Doppel Rekordsieger.

## Bisherige Sieger

### Einzel
| Jahr                         | Sieger          | Finalgegner   | Ergebnis       |
| ---------------------------- | --------------- | ------------- | -------------- |
| 2019                         | John Millman    | Marc Polmans  | 6:4, 6:2       |
| 2018                         | Gaël Monfils    | Kwon Soon-woo | 6:4, 2:6, 6:1  |
| 2017                         | Jewgeni Donskoi | Marius Copil  | 7:60, 7:5      |
| 2016                         | Chung Hyeon (2) | Lee Duck-hee  | 6:4, 6:2       |
| 2015                         | Chung Hyeon (1) | Yuki Bhambri  | 7:5, 6:4       |
| 2014                         | Lu Yen-hsun (2) | Luca Vanni    | 6:77, 6:4, 6:4 |
| 2013                         | Lu Yen-hsun (1) | Yuki Bhambri  | 6:4, 6:3       |
| 2012                         | Gō Soeda        | Tatsuma Itō   | 6:3, 6:0       |
| 2008–2011: nicht ausgetragen |                 |               |                |
| 2007                         | Lu Yen-hsun     | Dudi Sela     | 6:3, 6:3       |

### Doppel
| Jahr                         | Sieger                                        | Finalgegner                        | Ergebnis          |
| ---------------------------- | --------------------------------------------- | ---------------------------------- | ----------------- |
| 2019                         | Hsieh Cheng-peng (3) Yang Tsung-hua (3)       | Evan King Hunter Reese             | 6:4, 7:64         |
| 2018                         | Hsieh Cheng-peng(2) Yang Tsung-hua (2)        | Hsu Yu-hsiou Wang Yeu-tzuoo        | 6:73, 6:2, [10:8] |
| 2017                         | Sanchai Ratiwatana (2) Sonchat Ratiwatana (2) | Jonathan Erlich Alexander Peya     | 6:4, 1:6, [10:6]  |
| 2016                         | Sanchai Ratiwatana (1) Sonchat Ratiwatana (1) | Hsieh Cheng-peng Yi Chu-huan       | 6:4, 7:62         |
| 2015                         | Hsieh Cheng-peng (1) Yang Tsung-hua (1)       | Gong Maoxin Peng Hsien-yin         | 6:2, 6:2          |
| 2014                         | Gong Maoxin Peng Hsien-yin                    | Chen Ti Huang Liang-chi            | 6:3, 6:2          |
| 2013                         | Juan Sebastián Cabal Robert Farah             | Yuki Bhambri Wang Chieh-fu         | 6:4, 6:2          |
| 2012                         | John Paul Fruttero Raven Klaasen              | Hsieh Cheng-peng Lee Hsin-han      | 6:76, 7:5, [10:8] |
| 2008–2011: nicht ausgetragen |                                               |                                    |                   |
| 2007                         | Stephen Amritraj Dudi Sela                    | Rik De Voest Pierre-Ludovic Duclos | 6:4, 7:64         |